# دانیل بوبالا
دانیل بوبالا (انگلیسی: Daniel Buballa؛ زادهٔ ۱۱ مهٔ ۱۹۹۰) بازیکن فوتبال اهل آلمان است.
از باشگاه‌هایی که در آن بازی کرده‌است می‌توان به باشگاه فوتبال سن پائولی، باشگاه فوتبال وی‌اف‌آر آلن، و باشگاه فوتبال ماینتس ۰۵ اشاره کرد.